# Narycia sinuosa
Narycia sinuosa är en fjärilsart som beskrevs av Turner 1923. Narycia sinuosa ingår i släktet Narycia och familjen säckspinnare. Inga underarter finns listade i Catalogue of Life.